# Ab ans Meer!
Ab ans Meer! (Originaltitel: Pojedeme k moři; deutscher Alternativtitel: Das Meer sehen) ist ein tschechisches Comedy-Drama aus dem Jahr 2014. Unter der Regie von Jiří Mádl ist der Jungdarsteller Petr Šimčák in der Hauptrolle des jungen Tomáš zu sehen.

## Handlung
Nachdem Tomáš zu seinem elften Geburtstag die von ihm ersehnte Videokamera geschenkt bekommen hat, verfestigt sich sein großer Wunsch, den Berufsweg eines Filmemachers einzuschlagen; sein großes Vorbild ist der Filmregisseur Miloš Forman. Er beginnt damit, seine Familie in fast jeder Lebenslage aufzunehmen, ebenso seine Freunde und auch Stáňa, seine erste große Liebe. Ein anderer Herzenswunsch von Tomáš’ ist es, einmal Urlaub am Meer machen zu können, am liebsten mit seinem aus Kroatien stammenden Freund Haris.
Da der Junge sich nicht wirklich ein Bild machen kann, was sein Vater so beruflich treibt, da er von zu Hause aus arbeitet, versteckt er seine Kamera in dessen Büro, wodurch er in Erfahrung bringt, dass der Vater jeweils dienstags und donnerstags für eine gewisse Zeit das Haus verlässt. Als Tomáš ihn darauf anspricht, will der Vater davon nichts wissen. Das weckt des Jungen Neugier, sodass er herausbekommen will, warum sein Vater so reagiert, wobei ihn auch die Angst antreibt, der Vater treffe sich mit einer anderen Frau. Mit seiner Kamera begibt er sich auf Spurensuche, um hinter das Geheimnis des Vaters zu kommen.
Als Haris Tomáš bittet, ihm seine Kamera kurzfristig zu überlassen, willigt er ein. Als der Freund ihm dann zeigt, wie es bei ihm zu Hause oft zugeht, und ihm traurig erzählt, dass sein Vater sehr gewalttätig sei und vor allem die Mutter sogar schlage, worunter er und sein Bruder sehr leiden würden, fassen die Kinder zusammen einen Entschluss, um diese unerträgliche Situation zu ändern.
Aber auch das Geheimnis des Vaters wird offenbar, dieser hat den Traum, dass Tomáš im örtlichen Fußballverein Stammspieler und später vielleicht einmal ein berühmter Fußballspieler wird. Er selbst nutzt dessen regelmäßige Trainingsstunden, was auch der Grund dafür ist, dass er regelmäßig heimlich seinen Computer-Arbeitsplatz in der Familienwohnung für einige Stunden verlässt.

## Hintergrund
Regisseur Jiří Mádl, der hier auch erstmals ein Drehbuch schrieb, war in Tschechien bisher vor allem als Schauspieler bekannt, der beispielsweise für seine Darbietung in dem Filmdrama Die Kinder der Nacht (2008) auf dem Karlovy Vary Filmfestival als bester Schauspieler ausgezeichnet worden war. Der mit einer Handkamera gedrehte Film wird aus Sicht des elfjährigen Tomáš erzählt, wodurch man das Geschehen mit den Augen eines Kindes wahrnimmt.

## Rezeption

### Veröffentlichung
Der Film, der das Regiedebüt Jiří Mádls darstellt, lief in den tschechischen Kinos am 10. April 2016 an, nachdem er zuvor am 23. März 2014 auf dem Febio Film Festival Premiere hatte. Außerdem wurde er am 29. April 2014 auf dem Pilsen Film Festival vorgestellt. In Deutschland wurde der Film, der den Untertitel Zwei Freunde, ein Geheimnis, bekam, erstmals am 1. Juli 2014 auf dem Internationalen Filmfestival München gezeigt, bevor er dann am 11. August 2016 ins Kino kam.
Veröffentlicht wurde der Film zudem in der Slowakei, in Israel (während der tschechischen Filmwoche), in der Schweiz (auf dem Filmfestival Zürich), in Mazedonien (auf dem Cinedays Filmfestival), in Kanada (auf dem Montreal World Film Festival sowie dem European Union Filmfestival), in Hongkong (auf dem European Union Filmfestival), in den USA unter dem internationalen Titel To See the Sea (auf dem Minneapolis-St. Paul International Filmfestival, sowie in Washington und im tschechischen Center in New York) und in Japan (während der EU Filmtage).

### Kritik
Der Film erhielt überwiegend positive Bewertungen neben auch durchschnittlichen. Der Filmverleih Stuttgart bewarb Ab ans Meer mit den Worten: „Ein Film über das Filmemachen. Die kleine große Welt aus den Augen zweier Elfjähriger: originell, witzig, überraschend.“

„Nach dem etwas zu harmlosen Anfang (kommt) nach zehn Minuten tüchtig Schwung in die mit Formbewusstsein, Witz und erfreulicher Selbstironie erzählte Geschichte, die sich als Extrabonus für Erwachsene mit etwas Filmgeschichte schmückt […] Dabei ist die Botschaft am Ende selbstverständlich positiv, pädagogisch wertvoll und kindgerecht. Schade nur, dass auch die stereotypen Geschlechterrollen der Sicht eines Elfjährigen entsprechen.“

„Regiedebütant Jiří Mádl ist ein authentischer Kinderfilm gelungen, der die Freuden, Sorgen und Nöte seiner jungen Protagonisten ernst nimmt. Die spannende und formal abwechslungsreich erzählte Geschichte franst aber immer wieder aus. Etwas weniger Themen wären hier mehr gewesen.“

Ralf Schenk vom film-dienst, Bonn bescheinigte dem Film, „frei von Kindertümelei oder erhobenem pädagogischen Zeigefinger die Erfahrungswelt seiner sensiblen Hauptfigur [aufzublättern] und dabei unterschiedliche Gefühlslagen [zuzulassen]“. Herausgekommen sei ein Film „über Glück und Trauer, Zweifel und Hoffnung. Ein Mutmacher nicht nur für Elfjährige, sondern für die ganze Familie.“
Julius Heinrichs vom Tagesspiegel war der Ansicht, es seien viele kleine Geschichten, die Abans Meer erzähle. […] „Dabei irritier[e] die ständige Präsenz der ‚selbst gehaltenen‘ Kamera nur zu Beginn. Bald [werde] sie, überzeugend zu Thomas’ spontanem digitalen Tagebuch“ […]  Der Film habe „keine Pointe, kein Finale mit Täterätätä; er zeig[e] das Leben, wie es ist. Auf kreative und berührende Weise“.
José García vom Online-Portal Textezumfilm.de  befand: „Der Kunstgriff, den Film so aussehen zu lassen, als hätten die Elfjährigen selbst die Kamera geführt und dann das Filmmaterial am heimlichen Computer geschnitten, ist eine wirkliche Neuheit im Kinderfilm. Sie vermittelt nicht nur eine außergewöhnliche Unmittelbarkeit, sondern kommt auch einer Generation entgegen, die mit den Neuen Medien aufgewachsen ist, den sogenannten ‚digital natives‘“
Die Filmzeitschrift Cinema sprach von einem tschechischen Kinderfilm, der mit „verspielter Leichtigkeit inszeniert“ sei, sich aber auch „an ernste Themen wie häusliche Gewalt“ herantraue.
Michael Meyns von Programmkino.de kam ebenfalls auf das Thema häusliche Gewalt zu sprechen, die ebenso Thema sei, wie die Angst eines Kindes vor einer Trennung der Eltern, was dem „sehenswerten Regiedebüt [von Jiří Mádl] eine gerade für einen Kinderfilm erstaunliche Substanz“ verleihe.
In der KinderKinoWelt war zu lesen: „Mit großer Ehrlichkeit erzählter Film: Tomás filmt sein Leben und bewirkt so allerlei Veränderungen“.

## Auszeichnungen (Auswahl)
- Sieger im Kinderfilmwettbewerb beim Filmfestival Final Cut in Marburg in der Kategorie „Bester Kinderfilm“[5]
- Sonderpreis der Internationalen Jury für „den besten Film für ein Kinderpublikum“ auf dem Filmfestival in Pilsen
- Auszeichnung der Stadt Zlín für Petr Šimčák in der Kategorie „Bester Schauspieler“
- Auszeichnung mit dem „Zlatý dudek“ für Petr Šimčák als bester Kinderdarsteller und Auszeichnung als bester Film bis 12 Jahre sowie Auszeichnung mit dem „Křišťálový šaton“ der Kinderjury auf dem 46. Festival of Ota Hofman in Ostrov nad Ohří
- Gorky Prize als bester Familienfilm bei den Voices in Wologda in Russland
- Hauptpreis in der Kategorie „Buzzy&Teen“ beim IFF Motovun in Kroatien
- Hauptpreis in der Kategorie „Kid’s Eyes“ auf dem 16. Seoul Int’l Youth Filmfestival in Korea
- Auszeichnung an Jiří Mádl für das Drehbuch sowie Sonderpreis „Bester Film von 11–13 Jahre“ auf dem MFF Juniorfest in Tschechien
- Hauptpreis, Kinderjury-Preis und Preis für Sonderbeitrag an den Film beim Montreal International Children’s Filmfestival in Kanada
- Preisträger der Kinderjury beim 23. Internationalen Kinderkinofestival (KiKiFe)[6]
- Die Deutsche Film- und Medienbewertung (FBW) verlieh dem Film das Prädikat „Besonders wertvoll“ und begründete das unter anderem wie folgt: „Ab ans Meer ist ein origineller und liebevoll gemachter Kinder- und Jugendfilm, der in bester tschechischer Tradition seine Geschichte erzählt. Eine kleine feine Filmentdeckung.“[7]